# Rosario kommun, Sinaloa
Rosario är en kommun i Mexiko.   Den ligger i delstaten Sinaloa, i den centrala delen av landet, 800 km nordväst om huvudstaden Mexico City. Arean är 2 723 kvadratkilometer.
Terrängen i Rosario är varierad.
Följande samhällen finns i Rosario:
- Agua Verde
- El Pozole
- Chametla
- Ejido Cajón Ojo de Agua Número Dos
- Los Pozos
- Ejido Gregorio Vázquez Moreno
- El Matadero
- La Guásima
- Matatán
- Las Higueras
- El Ejido Tablón Número Uno
- Chilillos
- Cajón Verde
- Cruz Pedregoza
- Hacienda el Tamarindo
- Ojitos
- Loma del Zorrillo
- Ojo de Agua de Osuna
- Emiliano Zapata
- Las Habitas
- Santa María
- La Reforma
- Maloya
- Palos Blancos
- Montealto
- Otates
- El Tablón Número Dos
- Potrero de los Laureles
- Rincón de Higueras
- Tebaira
- Charco Hondo
- Pozos Labrados
- El Chupadero
- Los Sitios del Picacho
- Agua Zarca
- El Valamo
- El Nuevo Tonalá